# Волинський ліцей
Волинський ліцей (інші назви — Кременецький ліцей, Вищий волинський ліцей, Кременецько-Волинський ліцей, Волинська гімназія) — навчальний заклад у місті Кременець на Волині (нині — Тернопільська область). Важливий польський культурний осередок, який існував у 1805–1831 роках, відновлений у 1922–1939 роках, знаний також як "Волинські Афіни". Відіграв значну роль у розвитку польської культури на Волині..

## Відомості
У 1819 році Вищу волинську гімназію перейменували на ліцей із збереженням колишньої програми навчання.
Ліцей фактично заснував Тадеуш Чацький, тодішній інспектор навчальних закладів Волинського, Подільського та Київського намісництв, за участю Гуго Коллонтая, на базі існуючих окружних шкіл, які знаходилися у приміщення колишнього єзуїтського колегіуму, заснованому князями Вишневецьких. Школа мала слугувати освітнім і культурним центром південно-східних земель колишньої Речі Посполитої, надаючи початкову, середню, професійну і навіть базову вищу освіту. У 1803 році цар Олександр І дав дозвіл на реорганізацію існуючих у колишньому єзуїтському колегіумі шкіл, а 1(13) жовтня 1805 року відбулося відкриття нового навчального закладу. Першим його директором (до початку грудня 1810 року) був Юзеф Чех. Початкова назва школи – Волинська гімназія – діяла до 1819 року, потім її значення зросло, і гімназію перейменували на Кременецький Ліцей, який мав право видавати нижчі наукові ступені.
За задумом Тадеуша Чацького, ліцей у Кременці мав стати навчальним закладом університетського рівня — «Волинськими Афінами». Спеціально придбали у Варшаві особисту бібліотеку останнього польського короля Станіслава Августа Понятовського. Надалі бібліотека постійно поповнювалася; до 1831 року в ній нараховувалося 34 378 томів. На пожертування меценатів придбано нумізматичний кабінет, колекцію мінералів, оснащення для астрономічної та фізичної лабораторій. При ліцеї існувала власна метеорологічна станція з мережею метеопунктів при повітових училищах.
Тадеуш Чацький багато зробив, щоб залучити у ліцей видатних викладачів з Кракова, Вільно, Варшави, Відня. Серед них — Йоахим Лелевель — значний польський вчений та громадський діяч, Олександр Міцкевич — брат поета Адама Міцкевича, Евзебіуш Словацький — батько іншого польського поета Юліуша Словацького та ін. З Австрії приїхав професор ботаніки та зоології В. Бессер, дійсний член Віденської Академії мистецтв Йозеф Пічман.
Учнями ліцею здебільшого були діти дрібної шляхти та міщан (поляки, українці, євреї). Найбідніші мали право розраховувати на стипендію. Серед вихованців ліцею були літератори Маврицій Гославський, Томаш Олізаровський, Тимко Падура та ін.
У 1821 році з 600 студентів було тільки 34 українці.
У 1833 році за участь студентів ліцею в польському повстанні 1831 року за наказом російського царя Миколи I ліцей було ліквідовано. Бібліотеку, нумізматичний кабінет, колекцію картин, гравюр та скульптур було конфісковано і передано новоствореному імператорському університетові Святого Володимира у Києві. Рослини з ботанічного саду і наукові прилади теж було перевезено до Києва. В будинках ліцею було розташовано православну Волинську духовну семінарію.

### Програма навчання
У гімназії була реалізована ретельна освітня програма, спрямована на всебічний інтелектуальний, моральний, культурний і громадянський розвиток учнів, заснована на передумовах, визначених Товариством друзів наук. Навчання у Ліцеї тривало 10 років і поділялося на два ступені: чотири однорічні «класи» і три дворічні «курси». Програма перших чотирьох років включала вивчення польської, російської, французької мови, латини, релігії, географії, арифметики та основ геометрії. Після чотирьох років навчання продовжилося в класах старшої школи, де лекції велися за університетською програмою. До попередніх предметів на першому курсі протягом першого року навчання були додані поглиблена геометрія, пласка тригонометрія, а на другому курсі — алгебра, логіка, риторика та стародавня історія. На другому курсі вивчали фізику, вищу математику, інтегральне обчислення, політичну економію. На третьому курсі до навчальної програми були додані хімія, природнича історія, ботаніка та вітчизняне право. Викладалася також історія грецької, латинської, польської та французької літератури. Додатковими предметами на вибір були: грецька, англійська, книгознавство, малювання, теоретична та практична механіка, архітектура, гімнастика. Крім того, студентів навчали фехтуванню, музики, співу, танців і верхової їзди.
Навчання було дорогим. З 15 серпня до 1 вересня кожен студент мав сплатити річний внесок у розмірі 463 злотих 10 грошей - якщо студент планував провести у ліцеї ще й літні місяці, або 414 злотих 10 грошей - якщо він повертався додому на канікули. Крім того, була плата за додаткові уроки та певні суми на «шкільні потреби». Школа також отримувала кошти від місцевих поміщиків, які платили добровільні внески.
Уроки тривали з восьмої до десятої години ранку та з другої до четвертої години дня, крім вівторка та четверга, коли після обіду був передбачений активний відпочинок. До основного розкладу навчальних годин додано лекції з додаткових дисциплін.

### Ліцей у часУНРта більшовицької окупації (1918-1920 рр.)
Під час більшовицької окупації у 1919 році фонди бібліотеки охороняв від знищення Комісаріат польських справ на чолі з Юліаном Лещинським-Ленським, що діяв при більшовицькому Народному комісаріаті у справах національностей.

### Ліцей у польські часи
На початку 1920-х, коли Кременець опинився у складі Польщі, на основі указу Юзефа Пілсудського в старовинних спорудах було відкрито комплексний навчальний заклад під назвою Кременецький ліцей пол. Liceum Krzemienieckie. Сюди входили загальноосвітня школа, гімназія, середня рільнича школа, кілька професійно-технічних училищ, учительська семінарія, що була реорганізована згодом у так званий «педагогіум». 1937 року при ліцеї відкрили Музей землі Кременецької імені Віллібальда Бессера. Певний час у навчальному закладі працював відомий художник Владислав Ґалімський. Тут починалася творча біографія фотомайстра світової слави Генрика Германовича.

### Ліцей за радянської влади
Восени 1939 року ліцей закрили, а вже весною наступного року тут було відкрито Кременецький учительський інститут (нині Тернопільський національний педагогічний університет імені Володимира Гнатюка), який мав чотири факультети.

### Ліцей в роки Другої Світової війни
28 липня 1941 року, невдовзі після окупації Кременця німецькими військами, німці заарештували представників польської інтелігенції, переважно вчителів Кременецької ліцею. Арештованих ув'язнили в Народному домі, де їх катували солдати зондеркоманди та місцевої поліції. 28–30 липня 1941 року 30 осіб з цієї групи німці розстріляли під Хресною Горою.
Костел за часів СРСР використовувався як спортивне приміщення навчального закладу.
У сучасній Польщі традиції Кременецького ліцею продовжує XXVII середня школа у Варшаві імені Тадеуша Чацького. Університет імені Миколая Коперника в Торуні також базується на традиціях давнього ліцею: одна з вулиць на території університетського кампусу носить назву Кременецька.

## Відомі люди

### Викладачі
- Науковий склад

Ігнацій Абламович – польський фізик, професор
Антоні Анджейовський – польський натураліст, ботанік, геолог, мемуарист і письменник
Віллібальд Бессер – польський ботанік і флорист, дослідник флори Східної Галичини, професор.
Міхал Вишневський – польський філософ, психолог та історик літератури, професор
Юзеф Коженьовський – польський драматург і прозаїк, професор
Ян Куліковський – викладач теології та капелан в 1825–1831 рр., луцький канонік, згодом ректор Житомирської римо-католицької семінарії
Йоахім Лелевель - польський історик, нумізмат, поліглот, геральдист і політичний діяч, професор
Олександр Міцкевич – викладач польського, литовського та римського права, брат Адама Міцкевича.
Алоїз Осінський – римо-католицький священник (ксьондз), піяр, польський педагог, філолог, лексикограф, дослідник старопольської писемності. Луцький єпископ-суфраган.
Евзебіуш Словацький – польський теоретик та історик літератури, перекладач, драматург, батько Юліуша Словацького.
Алоїз Фелінський – польський професор літератури та директор Вищої школи
Міхал Хоньський - польський економіст, випускник (1805) і доктор філософії Віленського університету (1806). Викладав природне право і політичну економію практично протягом усього існування Ліцею (з 1806 по 1831). Він також читав лекції із загальної статистики
Антоні Ярковський – польський філософ, професор
Павел Ярковський – польський бібліотекар і бібліограф, засновник Кременецької бібліотеки
Людвік Ґроновський – польський фотограф і викладач, засновник Волинської планерної школи.
Юліан Козловський – польський підпільник в часи ІІ Світової війни  священник
Кароль Кохлер – польський хімік, пізніше викладач Університету Миколи Коперника
Здзіслав Целярський – польський інженер, архітектор, лейтенант, учитель малювання.

### Випускники
- Антоні Анджейовський – польський натураліст, ботанік, геолог, мемуарист і письменник.
- Юзеф Антоні Бопре – польський лікар, друг Юліуша Словацького
- Фелікс Бернатович – польський письменник-романтик[3].
- Зенон Бжозовський – польський меценат, землевласник, маршалок шляхти Подільської губернії.
- Стефан Вітвіцький — польський поет, публіцист.
- Міхал Вишневський – польський філософ, психолог та історик літератури, професор
- Станіслав Ворцель – польський політичний діяч, публіцист, діяч Листопадового повстання
- Маврицій Гославський - польський поет, учасник турецького походу, листопадовий повстанець
- Казимир Ґзовський - польський інженер, будівник мостів і доріг у Канаді, листопадовий повстанець.
- Миколай Єловіцький - польський письменник, журналіст, сотник Волинської кавалерії в Листопадовому повстанні.
- Тимон Заборовський – польський поет
- Євстахій Івановський — польський письменник, публіцист, історик, мемуарист, благодійник.
- Марк Кац – польський і американський математик
- Юзеф Коженьовський – польський драматург і прозаїк, професор
- Францішек Ковальський – польський поет, перекладач творів Мольєра
- Антоній Мальчевський - польський поет, попередник романтизму
- Костянтин Мальчевський – польський військовий, мексиканський генерал
- Томаш Август Олізаровський – польський драматург
- Нарциз Олізар — польський граф, сенатор-кашталян Королівства Польського, депутат сейму 1831 р., політичний діяч Великої еміграції, письменник, публіцист і художник.
- Густав Олізар – польський граф, публіцист, поет, мемуарист
- Спиридіон Осташевський – польський іполог, письменник, збирач народних казок і легенд.
- Томаш Падура – польсько-український поет, автор пісні "Гей, соколи"
- Кароль Пашкевич – листопадовий повстанець, учасник атаки на Бельведер
- Станіслав Познанський — польський журналіст, вояк Армії Крайової, учасник Варшавського повстання
- Александер Нарциз Дзєндзєцький – провідний варшавський медієвіст періоду між повстаннями, видавець історичних джерел, член Геральдики Королівства Польського з 1847 року.
- Станіслав Раменда – польський селекціонер нових сортів рослин, доктор сільськогосподарських наук
- Зигмунт Румель — польський воєначальник, комендант 8-го Волинського БЧ, старшина Армії Крайової, поет.
- Юліуш Словацький – польський поет
- Пьотр Хлебовський – польський педагог, педагог і математик, учитель Зигмунта Красінського.
- Каєтан Якса-Марцинковський – польський поет, графоман, перекладач і педагог
- Ольга Станде-Арматис - вчитель математики
- Влодзімєж Тюнін – польський художник і педагог
- Казімеж Урбанік – польський математик, ректор Вроцлавського університету

## Бібліотека Ліцею
На кінець існування Волинського ліцею його бібліотека налічувала 24 379 праць у 34 378 томах. Її основу становила книгозбірня польського короля Станіслава-Августа Понятовського, придбана Т.Чацьким для гімназії ще до її відкриття. У її фондах були також книги, подаровані ліцеєві князями Ю.Понятовським та М.Кутузовим, бібліотека померлого професора Ф.Шейда, інші численні збірки, зокрема твори українських полемістів. Також у фондах знаходилась Острозька Біблія, передана ліцеєві митрополитом Київським і Галицьким Серапіоном у 1808 році (нині всі ці видання є частиною фондів Національної бібліотеки України імені В.І. Вернадського).
Польська влада кілька разів вимагала повернення бібліотеки Ліцею до Польщі, але безрезультатно. Перші спроби відновити бібліотеку та галерею були зроблені в рамках переговорів щодо реалізації Ризького договору, але безуспішно. У міжвоєнний період королівська бібліотека, що зберігалася у складах ЦНБ АН України і була недоступною для польських дослідників. Після здобуття Україною Незалежності влада країни також відмовилася повертати матеріали у Польщу. Але в 1992 році між Центральною науковою бібліотекою в Києві та Національною бібліотекою у Варшаві було підписано угоду про співпрацю, і була розпочата інвентаризація і копіювання матеріалів.